# 70004 Richardgalli
70004 Richardgalli è un asteroide della fascia principale. Scoperto nel 1998, presenta un'orbita caratterizzata da un semiasse maggiore pari a 3,179281 UA e da un'eccentricità di 0,108230, inclinata di 1,601688° rispetto all'eclittica. Ha un diametro di 7,441 km.